# Die Rache des Pancho Villa
Die Rache des Pancho Villa (Originaltitel: Los 7 de Pancho Villa) ist eine spanisch-US-amerikanische Koproduktion aus dem Jahr 1967. Der Western kam fast zehn Jahre später, am 17. Januar 1975, auch in Kinos deutschsprachigen Raums.

## Handlung
Bei einer der zahlreichen Kämpfe der mexikanischen Revolution wird Pancho Villa verwundet und muss einen großen Goldvorrat in Colón zurücklassen. Er ist daraufhin gezwungen, mit General Urbina zusammenarbeiten, der ihm sieben seiner Mitstreiter zur Verfügung stellt, um das Gold aus einer Farm nahe der Grenze zu holen. Mit dem Gold möchte er eine neue Armee aufstellen. Währenddessen sind die regierungstreuen und amerikanischen Truppen dabei, seine sich in Unordnung befindenden Leute zu dezimieren.
Die sieben Ausgesuchten beginnen, begleitet vom General und dem angeheuerten Amerikaner Gringo, ihre Mission. Dabei begegnen sie einem alten Revolutionär, dessen junge Gefährtin María mit ihnen weiterzieht. Bald ist sie die Geliebte des Generals. An der gesuchten Farm angekommen, erkundet der Gringo, dass Vera Stevens nach der Ermordung ihres Mannes durch Villas Leute dort alleine lebt. Dann ist die Zeit gekommen, dass Gringo die Pläne der Mexikaner beider Seiten durchkreuzt.

## Kritik
Der Film sei ein „grob gezimmerter, ideenlos inszenierter Western, dessen Figuren blaß bleiben“, so das Lexikon des internationalen Films. Emilio García Riera beklagt, dass Villa nur als Aufhänger für eine unselbstständige und mittelmäßige Hollywood-Nachahmung und eine Schatzsuche diene. Ebenfalls deutlich die Kritik des Magazins G/Geschichte: „eine durch und durch banale Racheplotte“.

## Bemerkungen
In Frankreich erschien der Film auch als Fotoroman.